# 賈納克布爾專區

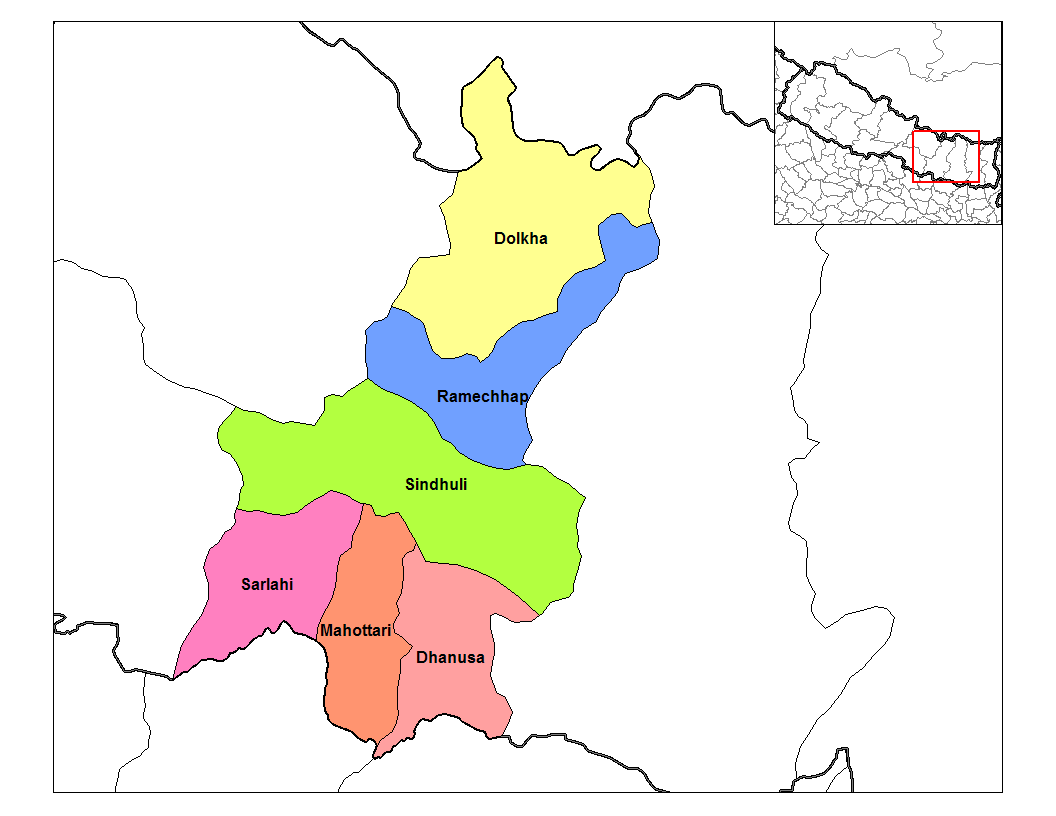
贾纳克普专区在尼泊爾的位置

贾纳克布尔专区（尼泊尔语：जनकपुर अञ्चल，IAST：Janakpur añcal）是尼泊尔十四个专区之一，属中部发展区。首府贾纳克布尔。
下分6县。